# Rosengarten, Harburg
Rosengarten là một đô thị thuộc huyện Harburg, Lower Saxony, Đức, gần Hamburg. Dân số khoảng 13.242 người (năm 2004). Đô thị này đã được lập năm 1972 sau khi hợp nhất các làng Eckel, Ehestorf, Emsen, Iddensen, Klecken, Leversen, Nenndorf, Sottorf, Tötensen, và Vahrendorf, đặt tên theo khu rừng gần đó.